# Oriol Lozano
Oriol Lozano Farrán, mais conhecido como Oriol Lozano (Sudanell, 23 de maio de 1981), é um ex-futebolista espanhol que atuava como zagueiro.

## Carreira
Oriol jogou sua carreira inicialmente pelos clubes Lleida, C.D. Onda e L'Hospitalet. Na temporada de 2004–05 foi promovido do time B do Racing de Santander, fazendo sua estreia na liga em 19 de setembro de 2004 num empate em 1 a 1 contra o Villarreal.
Oriol acabou por se tornar um elemento relativamente importante para a defesa da equipe nas quatro temporadas seguintes, acumulando 75 partidas no total. Em 17 de março de 2007 fez seu único gol oficial pelo clube, na vitória por 2 a 0 contra o Valencia.[carece de fontes?]
Jogou 19 partidas na temporada 2009–10, nesta em que o Racing novamente escapou do rebaixamento após terminar em 16º – foi expulso duas vezes, uma delas no penúltimo minuto do triunfo por 1 a 0 contra o Sporting de Gijón. Em junho de 2010, seu contrato não foi renovado, e então foi contratado pelo clube grego Aris de Salonica.